# Tritodynamia
Tritodynamia is een geslacht van kreeftachtigen uit de klasse van de Malacostraca (hogere kreeftachtigen).

## Soorten
- Tritodynamia bidentata Yang & Tang, 2005
- Tritodynamia dilatata Yang & Sun, 1996
- Tritodynamia fujianensis Chen, 1979
- Tritodynamia hainanensis Dai, Feng, Song & Chen, 1980
- Tritodynamia horvathi (Nobili, 1905)
- Tritodynamia intermedia (Shen, 1935)
- Tritodynamia japonica Ortmann, 1894
- Tritodynamia longipropoda Dai, Feng, Song & Chen, 1980
- Tritodynamia rathbunae Shen, 1932
- Tritodynamia serratipes Anker & Ng, 2014
- Tritodynamia yeoi Naruse & Ng, 2010